# A House Divided (ER)
A House Divided is de dertiende aflevering van het dertiende seizoen van de televisieserie ER, die voor het eerst werd uitgezonden op 11 januari 2007.

## Verhaal
Op de SEH worden twee gewonde tieners binnengebracht die gewond zijn geraakt in een ongeval met een sneeuwscooter. De tieners zijn stiefbroers van elkaar en de vader beschuldigd zijn stiefzoon van het veroorzaken van het ongeluk, de doktoren zijn hierover verontwaardigd omdat zij weten dat zijn biologische zoon het ongeluk heeft veroorzaakt. 
Dr. Pratt moet nu afwachten op het resultaat van het juridisch onderzoek naar zijn deelname aan het onofficiële medicijnprogramma in een lokale kerk waaraan een deelnemer overleed. Uiteindelijk wordt hij gearresteerd en wordt meegenomen door de politie naar het politiebureau. 
Dr. Weaver wil haar ontslag niet langer aanvechten en besluit om het aanbod voor televisiewerk in Miami aan te nemen.
Dr. Lockhart krijgt een verrassing te verwerken, de man die zij pas ontmoet heeft in een café blijkt haar biologische vader te zijn. Zij kan dit niet aan en zegt hem weg te gaan en haar met rust te laten. Wanneer zij thuis komt ziet zij ineens Curtis Ames in de kamer zitten met een pistool, hij eist van haar dat zij dr. Kovac vraagt snel naar huis te komen.
Parker wil verder in een relatie met Taggart, zij echter wil het rustig aan doen.
Dr. Barnett beseft dat hij nog steeds gevoelens heeft voor dr. Rasgotra en vraagt zich af of hij nog kans zal maken bij haar. 

## Rolverdeling

### Hoofdrollen
- Goran Višnjić - Dr. Luka Kovac
- Maura Tierney - Dr. Abby Lockhart
- Mekhi Phifer - Dr. Gregory Pratt
- Parminder Nagra - Dr. Neela Rasgrota
- Shane West - Dr. Ray Barnett
- John Stamos - Dr. Tony Gates
- Laura Innes - Dr. Kerry Weaver
- Linda Cardellini - verpleegster Samantha Taggart
- Dominic Janes - Alex Taggart
- Lily Mariye - verpleegster Lily Jarvik
- Angel Laketa Moore - verpleegster Dawn Archer
- Emily Wagner - ambulancemedewerker Doris Pickman
- Paula Malcomson - Meg Riley
- Chloe Greenfield - Sarah Riley
- Lois Smith - Gracie
- Kip Pardue - Ben Parker
- Fred Ward - Eddie Wyczenski
- Glenn Plummer - Timmy Rawlins
- Charlayne Woodard - Angela Gilliam

### Gastrollen (selectie)
- Forest Whitaker - Curtis Ames
- Keith David - pastoor Watkins
- Alaina Reed Hall - Betty Dixon
- Ray Laska - rechercheur Orr
- Garret Sato - rechercheur Drummond
- Bubba Lewis - Dennis
- David Parker - Gary Sutton
- Zach Winard - Clarke Sutton
- Kyle McCaffrey - Jimmy Singer